# Requiem for the Indifferent
Requiem for the Indifferent este cel de-al cincilea album de studio al formației olandeze symphonic metal Epica. A fost lansat în aprilie 2012 și este ultimul album al formației la care a participat membrul original Yves Huts la chitară bas.

## Recepție
Recepția generală pentru Requiem for the Indifferent a fost pozitivă. Allmusic scria că albumul "este o afacere elaborată tipic și ambițioasă, încorporând o cantitate mare de lucru coral și aranjamente clasice în care formația a creat un amestec de goth, progressive, power și symphonic metal." Natalie Zed de la About.com consideră că Requiem for the Indifferent este "un tranzițional al formației", care încearcă să extindă diapazonul muzical experimentând riff-uri "ciudate" și noi combinații de vocal, în timp ce "nu pierde nimic din bogăția cu care a câștigat fanii."

## Lista pieselor
| Nr.             | Titlu                                                           | Versuri         | Muzică                                                     | Lungime  |  |
| 1.              | „Karma (Prelude)”                                               | Mark Jansen     | Mark Jansen, Coen Janssen, Simone Simons                   | 1:32     |  |
| 2.              | „Monopoly on Truth”                                             | Jansen, Simons  | Isaac Delahaye, Jansen, Simons                             | 7:11     |  |
| 3.              | „Storm the Sorrow”                                              | Simons          | Janssen, Simons                                            | 5:12     |  |
| 4.              | „Delirium”                                                      | Simons          | Janssen, Delahaye, Simons                                  | 6:07     |  |
| 5.              | „Internal Warfare” (Dedicated to the victims of Anders Breivik) | Simons          | Jansen, Delahaye, Janssen, Frank Schiphorst, Jack Driessen | 5:12     |  |
| 6.              | „Requiem for the Indifferent”                                   | Jansen          | Jansen, Delahaye                                           | 8:34     |  |
| 7.              | „Anima (Interlude)”                                             |                 | Jansen                                                     | 1:24     |  |
| 8.              | „Guilty Demeanor”                                               | Jansen          | Jansen                                                     | 3:22     |  |
| 9.              | „Deep Water Horizon”                                            | Simons          | Jansen, Delahaye, Janssen, Driessen                        | 6:32     |  |
| 10.             | „Stay the Course”                                               | Jansen          | Jansen, Delahaye, Simons                                   | 4:25     |  |
| 11.             | „Deter the Tyrant”                                              | Jansen          | Delahaye, Jansen                                           | 6:37     |  |
| 12.             | „Avalanche”                                                     | Simons          | Jansen, Delahaye, Simons                                   | 6:52     |  |
| 13.             | „Serenade of Self-Destruction”                                  | Simons          | Jansen, Delahaye, Janssen                                  | 9:52     |  |
| Lungime totală: | Lungime totală:                                                 | Lungime totală: | Lungime totală:                                            | 01:12:52 |  |

| 2xCD Boxed Set Deluxe & European Bonus Track |             |         |        |         |  |
| Nr.                                          | Titlu       | Versuri | Muzică | Lungime |  |
| 14.                                          | „Nostalgia” | Jansen  | Jansen | 3:26    |  |

| North American Bonus Track |                                    |         |        |         |  |
| Nr.                        | Titlu                              | Versuri | Muzică | Lungime |  |
| 15.                        | „Twin Flames” (Soundtrack Version) | Jansen  | Jansen | 5:02    |  |

| iTunes/LP Bonus Track |                                 |         |        |         |  |
| Nr.                   | Titlu                           | Versuri | Muzică | Lungime |  |
| 16.                   | „Twin Flames” (Regular Version) | Jansen  | Jansen | 4:47    |  |

| Not Released Tracks |                                          |                                | |         |  |
| Nr.                 | Titlu                                    | Versuri                        | Muzică                                                                                                  | Lungime |  |
| 17.                 | „Deter the Tyrant” (Grunt Version)       | Jansen                         | Delahaye, Jansen                                                                                        | 6:37    |  |
| 18.                 | „Forevermore” (featuring Ruurd Woltring) | Ruurd Woltring, Simons, Jansen | Woltring, Simons, Jansen, Janssen, Delahaye, Rob van der Loo, Ariën van Weesenbeek, Joost van den Broek | 3:38    |  |

| Disc 2 (2xCD Boxed Set Deluxe Only) [Instrumental Version] |                                                       |          |  |
| Nr.                                                        | Titlu                                                 | Lungime  |  |
| 1.                                                         | „Karma (Prelude)” (Instrumental Version)              | 1:33     |  |
| 2.                                                         | „Monopoly on Truth” (Instrumental Version)            | 7:10     |  |
| 3.                                                         | „Storm the Sorrow” (Instrumental Version)             | 5:11     |  |
| 4.                                                         | „Delirium” (Instrumental Version)                     | 6:07     |  |
| 5.                                                         | „Internal Warfare” (Instrumental Version)             | 5:12     |  |
| 6.                                                         | „Requiem for the Indifferent” (Instrumental Version)  | 8:33     |  |
| 7.                                                         | „Anima (Interlude)” (Instrumental Version)            | 1:25     |  |
| 8.                                                         | „Guilty Demeanor” (Instrumental Version)              | 3:21     |  |
| 9.                                                         | „Deep Water Horizon” (Instrumental Version)           | 6:32     |  |
| 10.                                                        | „Stay the Course” (Instrumental Version)              | 4:26     |  |
| 11.                                                        | „Deter the Tyrant” (Instrumental Version)             | 6:37     |  |
| 12.                                                        | „Avalanche” (Instrumental Version)                    | 6:52     |  |
| 13.                                                        | „Serenade of Self-Destruction” (Instrumental Version) | 9:51     |  |
| Lungime totală:                                            | Lungime totală:                                       | 01:12:51 |  |

## Clasamente
| Clasament (2012)                | Poziție de top |
| ------------------------------- | -------------- |
| Austrian Albums Chart           | 33             |
| Belgian Albums Chart (Flanders) | 30             |
| Belgian Albums Chart (Wallony)  | 27             |
| Czech Albums Chart              | 49             |
| Dutch Albums Chart              | 12             |
| Finnish Albums Chart            | 37             |
| French Albums Chart             | 35             |
| German Albums Chart             | 26             |
| Japanese Albums Chart           | 172            |
| Norwegian Albums Chart          | 37             |
| Portuguese Albums Chart         | 36             |
| Swedish Albums Chart            | 53             |
| Swiss Albums Chart              | 14             |
| UK Albums Chart                 | 112            |
| US Billboard 200                | 105            |
| US Top Rock Albums              | 29             |
| US Independent Albums           | 15             |
| US Top Hard Rock Albums         | 7              |